# Gospođa Bovari (roman)
„Gospođa Bovari“, roman Gistava Flobera, francuskog romanopisca, objavljen 1857. godine. Po objavljivanju roman je izazvao skandal. 
Knjiga je doživela buran uspeh, ali je pisac bio optužen za povredu javnog morala od strane pariskog suda za prestupe. Oslobođena je zahvaljujući odličnom advokatu Senardu.
Gospođa Bovari je remek-delo realizma po realističnoj književnoj doktrini (studija karaktera, analiza osećanja, izbor pojedinosti), po savršenom stilu, te po moralnoj pouci (Ema Bovari prikazuje duh cele jedne epohe, a ne samo romantičnim sanjarenjima  uništenu ženu).
Tema dela je ispraznost braka i malograđanske sredine. Isprepliću se motivi ljudske ograničenosti i osrednjosti. Izvor i građu za ovo delo Flober je pronašao u nekom novinskom izveštaju koji mu je poslužio kao inspiracija (nije redak slučaj da književnici posežu za takvim oblikom inspiracije, npr. Dostojevski se služio sudskom hronikom).
Vreme i prostor obuhvata hronotop provincijskog gradića s gustim lepljivim vremenom koje puzi unutar prostora. Likovi su socijalno motivisani, socijalno reprezentativni. Pripovedač je nepristrastan, njegova se osobnost ne zapaža, pisac se poistovjećuje s unutarnjim svetom likova, služi se jezikom koji reprodukuje reči ili svest određenog lika, ali to ne naglašava posebno već pripoveda u 3. licu.
Ovaj roman kritika često ocenjuje kao životopis malograđanske preljubnice, epopeju provincijske bede, a stilski kao antiromantičarski romantizam.
U razotkrivanju iluzija Flober zapravo razotkriva sebe i svoju intimu, što je najbolje izrekao rečenicom: 'Gospođa Bovari, to sam ja!'

## Fabula romana
Šarl Bovari, seoski lekar i udovac, ženi se ljupkom devojkom Emom Ruo. Ema je kći imućnog seoskog gospodina. Ranu mladost i školovanje provela je u manastiru uršulinki gde često kradom čita zabranjene romantične ljubavne romane u koje uranja svom silinom svoje mašte.
Od braka je očekivala ostvarenje svojih romantičnih snova, sreću i mir, no ubrzo se pita:
Bože, zašto sam se udala?
Dobroćudni Šarl svim svojim jednostavnim srcem ljubi Emu i misli da mu je ljubav uzvraćena. Međutim, mlada žena vrlo brzo shvata raskorak između svojih snova i monotone jednoličnosti svakodnevnog malograđanskog života. Njen duh vapi za pustolovinama.
Nakon selidbe u Jonvil Ema upoznaje pristalog advokatskog pripravnika Leona s kojim se počinje tajno sastajati. Leon odlazi u Pariz, a Ema, željna ljubavnih pustolovina, predaje se ljubavnoj vezi sa elegantnim baronom Rodolfom. Sledi ljubavna romansa uz vatru kamina, izlete u prirodu... Potpuno zapušta Šarla, kuću, dete. Opsednuta je ljubavnikom, lepim haljinama i svojim sada uzbudljivim životom. Nagovara Rodolfa da je otme i da pobegnu.
U početku Rodolf pristaje, ali joj kasnije šalje pismo u kojem objašnjava da je odustao od bega. Ema je potpuno skrhana, doživljava slom nerava. Šarl je pokušava utešiti, pokazuje potpuno razumevanje, brine se za dete, vraća sve dugove i ne pitajući kako su nastali. Ona ponovo živi teško podnoseći dosadu svakodnevnog života. Šarl je želi razvedriti i zabaviti te je odvede u pozorište u Ruan. Tamo susretne Leona i obnovi s njim stari flert, ali kod Leona sve više raste zasićenost Emom. Ema je upadala u sve veće dugove u težnji da ostvari svoje želje za raskoši i sjajem.
Sav ostali svet bio je za nju izgubljen, bez određena mesta i kao da nije ni postojao. Što su joj, uostalom, stvari bile bliže, to više su se od njih odvraćale njene misli. Sve što ju je neposredno okruživalo, dosadno selo, glupi malograđani, osrednji život, činilo joj se izuzetkom u svetu, pukim slučajem, koji ju je držao u svojim okovima, dok se izvan toga kruga protezala unedogled neizmerna zemlja blaženstva i strasti.
Očajna zbog pretnje prisilne naplate dugova odlazi Rodolfu. Moli ga da je spasi od dugova, ali on je odbija. Ema je poražena i ponižena. Dok sudski izvršitelj popisuje stvari u porodičnoj kući:
Bila je tako tužna i tako mirna, u isti mah tako mila i tako povučena, da si u njenoj blizini osećao kako te obuzima neki ledeni čar, kao što te u crkvama hvata zima od hladnoće mramora, koja se meša s mirisom cveća.
Ne može prihvatiti poraz i ponovni povratak u dosadu svakodnevnog života te radije bira beg u smrt. Ispija otrov i umire.
Šarl, jecajući, sav kao lud, u očaju govori svojoj umirućoj ženi: Zar nisi bila srećna? Jesam li ja možda kriv? Činio sam ipak sve što sam mogao! Uskoro i on umire ostavljajući iza sebe nezbrinuto dete.

## Ličnosti
- Ema Bovari je istoimeni protagonist romana. Ona ima veoma romantizovan pogled na svet i žudi za lepotom, bogatstvom, strašću, kao i za visokim društvom. Bavila se šivanjem, a imala je posebno sjajne i bele nokte, tamne i velike oči s gustim trepavicama, pune, sočne usne i rumene jagodice. Detinjstvo je provela u samostanu, a od poslušne i pobožne devojčice pretvorila se u višestruku preljubnicu i nezadovoljnu, prkosnu osobu. Nesrećan brak izazivao je kod nje večitu tugu, potištenost i grč. Bila je bleda i pojavile su joj se sede vlasi. Loše psihičko stanje odražavalo joj se i na fizičko, pa je često bila bolesna i slaba. Za razliku od Šarlove pasivnosti, Ema je pokušavala ostvariti svoje ciljeve i pronaći način da živi život što sličniji onome o kojemu je sanjala.

- Čarls Bovari, Emin muž, veoma je jednostavan i običan čovek. Celi život je proveo u lažima jer je slepo verovao Emi, bio je nesvestan njenog dvostrukog života i prave naravi. Izrazito je pasivan lik koji ne preuzima odgovornost i sudelovanje u raznim životnim prilikama. Nesvesno je poticao Emu na neveru jer nije shvatao da je ona nezadovoljna njihovim brakom, upravo zato što je on bio zadovoljan. Nije mu trebalo mnogo da bude srećan i ispunjen, pa je očekivao da ne treba ni drugima.

- Gospođa Dubuk bila je Šarlova prva žena. Ovu udovicu Šarlu je pronašla njegova majka jer je smatrala da mu za ispunjen život, nakon ostvarenja u lekarskoj karijeri, nedostaje žena. Imala je četrdeset pet godina i mnogo prosaca, iako je bila ružna, mršava, suha i osuta prištićima.

- Rodolphe Boulanger je bogati lokalni čovek koji zavodi Emu kao jednu u dugom nizu ljubavnica.

- Leon Dupuis mladić koji je radio kao advokatski pripravnik u Jonvilu. Već na prvom susretu sa supružnicima Bovari shvatio je da se on i Ema izuzetno dobro slažu. Voleo je književnost, bio je sanjar i silno je voleo muziku.

- Monsieur Lheureuk je lukavi trgovac koji pozajmljuje novac Šarlu i vodi Bovari u dugove i finansijsku propast.

- Monsieur Homais je gradski farmaceut. Verni je prikaz malograđanstva francuskog naroda u 19. veku Trudi se što više isticati u svakodnevnom životu, mora sudelovati u svim događajima i svuda biti viđen. Celi život se trudio dobiti krst Legije časti, a na kraju ga je i dobio. Lekari su se često smenjivali u Jonvilu jer ih je ovaj lekarnik uništavao.

- Džastin je šegrt i drugi rođak gospodina Homea koji je zaljubljen u Emu. [1]

## Spoljašnje veze
- Gospođa Bovari na Projektu Gutenberg

1. ↑  „Gospođa Bovari”.